# Algernon Charles Swinburne
Algernon Charles Swinburne (Londres, 5 de abril de 1837 - Londres, 10 de abril de 1909) foi um poeta, dramaturgo, romancista e crítico inglês da época vitoriana, conhecido pela controvérsia gerada no seu tempo pelos seus temas sadomasoquistas, lésbicos, fúnebres e anti-religiosos. Algernon foi indicado para o Prêmio Nobel de Literatura por vários anos do início do século XX.
Escreveu vários romances, entre eles o livro "Flossie, a Vênus de Quinze Anos" de 1897, e contribuiu para a famosa décima primeira edição da Encyclopædia Britannica.

## Obras

### Drama em verso
- The Queen Mother (1860)
- Rosamond (1860)
- Chastelard (1865)
- Bothwell (1874)
- Mary Stuart (1881)
- Marino Faliero (1885)
- Locrine (1887)
- The Sisters (1892)
- Rosamund, Queen of the Lombards (1899)

### Drama em prosa
- La Soeur de la reine (publicado postumamente em 1964)

### Poesia
- Atalanta in Calydon (1865)
- Poems and Ballads (1866)
- Songs Before Sunrise (1871)
- Songs of Two Nations (1875)
- Erechtheus (1876)†
- Poems and Ballads, Second Series (1878)
- Songs of the Springtides (1880)
- Studies in Song (1880)
- The Heptalogia, or the Seven against Sense. A Cap with Seven Bells (1880)
- Tristam of Lyonesse (1882)
- A Century of Roundels (1883)
- A Midsummer Holiday and Other Poems (1884)
- Poems and Ballads, Third Series (1889)
- Astrophel and Other Poems (1894)
- The Tale of Balen (1896)
- A Channel Passage and Other Poems (1904)

### Crítica
- William Blake: A Critical Essay (1868, nova edição 1906)
- Under the Microscope (1872)
- George Chapman: A Critical Essay (1875)
- Essays and Studies (1875)
- A Note on Charlotte Brontë (1877)
- A Study of Shakespeare (1880)
- A Study of Victor Hugo (1886)
- A Study of Ben Johnson (1889)
- Studies in Prose and Poetry (1894)
- The Age of Shakespeare (1908)
- Shakespeare (1909)

### Principais coleções
- The poems of Algernon Charles Swinburne, 6 vols. London: Chatto & Windus, 1904.
- The Tragedies of Algernon Charles Swinburne, 5 vols. London: Chatto & Windus, 1905.
- The Complete Works of Algernon Charles Swinburne, ed. Sir Edmund Gosse and Thomas James Wise, 20 vols. Bonchurch Edition; London and New York: * * William Heinemann and Gabriel Wells, 1925-7.
- The Swinburne Letters, ed. Cecil Y. Lang, 6 vols. 1959-62.